# بيوتر أوجروموف
بيوتر أوجروموف مواليد 21 يناير 1961 في ريغا، هو دراج لاتفي سابق في صنف سباق الدراجات على الطريق. سبق أن شارك في دورة الألعاب الأولمبية الصيفية.

## سجل النتائج

### سباقات أو مراحل فاز بها
- طواف فرنسا
- طواف إيطاليا

## وصلات خارجية
- الموقع الرسمي

## روابط خارجية
- بيوتر أوجروموف على موقع أرشيف الدراجات (الإنجليزية)
- بيوتر أوجروموف على موقع إحصائيات الدراجات الإحترافية (الإنجليزية)
- بيوتر أوجروموف على موقع CycleBase (الإنجليزية)
- بيوتر أوجروموف على موقع أوليمبيديا (الإنجليزية)